# Dorfkirche Ziezow

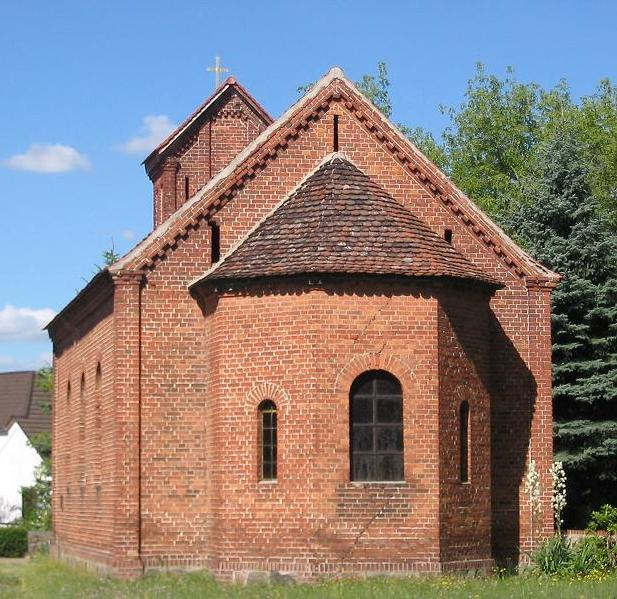
Dorfkirche in Ziezow

Die evangelische Dorfkirche Ziezow ist eine Saalkirche in Ziezow, einem Ortsteil der Gemeinde Planetal im brandenburgischen Landkreis Potsdam-Mittelmark. Die Kirche gehört zur Evangelischen Kirchengemeinde Planetal im Kirchenkreis Mittelmark-Brandenburg der Evangelischen Kirche Berlin-Brandenburg-schlesische Oberlausitz. 

## Baubeschreibung

Ziezower Dorfkirche um 1920

Die 1874 erbaute Kirche steht traufständig, etwas schräggestellt südlich der Dorfstraße. Es handelt sich um einen neuromanischen Sichtziegelbau aus roten Ziegeln mit einem kleinen Westturm und einer polygonalen Apsis. Die Langseiten werden durch jeweils drei Rundbogenfenster gegliedert. Ursprünglich bekrönte das Gebäude ein schiefergedecktes Holztürmchen, das allerdings aufgrund von Baufälligkeit abgetragen werden musste. Zur Ausstattung gehört eine schlichte achteckige Sandsteintaufe, die bereits aus dem Jahr 1610 stammt.